# Rémi Brague
Rémi Brague (Parigi, 8 settembre 1947) è un docente e filosofo francese, professore emerito di Filosofia medievale e araba presso l'Università Paris 1 Panthéon-Sorbonne. È titolare di una cattedra alla Università Ludwig Maximilian di Monaco ed è stato inoltre professore invitato presso numerosi atenei, tra cui la Pennsylvania State University, la Boston University, il Boston College, l’Universidad de Navarra di Pamplona e l’Università Vita-Salute San Raffaele di Milano.

## Biografia
Ha studiato all'École normale supérieure di Parigi. Dopo aver sostenuto il concorso di agrégation nel 1971, e difeso la sua tesi di dottorato nel 1976, sotto la direzione di Pierre Aubenque, diventa professore all'Università Paris I Panthéon-Sorbonne. Rémi Brague ha lungamente insegnato anche alla Ludwig-Maximilian-Universität di Monaco (Germania), dove ha occupato la cattedra Romano Guardini. È stato inoltre John Findlay Visiting Professor all'Università di Boston. 
Le sue ricerche spaziano dalla filosofia classica greca e romana a quella medievale latina, giudaica e araba. La sua tesi di laurea (pubblicata con il titolo Le Restant) era sul Menone di Platone. La sua tesi di dottorato era invece sulla nozione di mondo in Aristotele. Rémi Brague è anche un raffinato lettore di Leo Strauss.
L'opera che l'ha fatto conoscere anche al di fuori della cerchia degli specialisti è stata Europe, la voie romaine, tradotta in diverse lingue. I suoi libri posteriori si sono incentrati sulla rappresentazione della nozione di mondo (La sagesse du monde), sulla maniera in cui la legge di Dio è stata rappresentata (La Loi de Dieu) e infine sul modo in cui l'uomo cerca di emanciparsi dalla natura di Dio.
Nel 2009 è stato nominato membro dell'Académie catholique de France, · .
Ha ricevuto il premio Ratzinger per la teologia il 19 ottobre 2012.
È membro dell'Institut de France.

## Premi e riconoscimenti
- Prix Reinach de l'Association des Études Grecques, 1988.
- Médaille de bronze du CNRS, 1988.
- Prix Grammaticakis-Neumann de l'Académie des Sciences Morales et Politiques, 1988.
- Prix Alexandre Papadopoulo de l'Académie des Sciences Morales et Politiques, 1999.
- Prix Lucien Dupont de l'Académie des Sciences Morales et Politiques, 2005.
- Premio letterario Basilicata, 2008.
- Josef-Pieper Preis, 2009.
- Grand prix de philosophie de l'Académie Française, 2009.
- Membro dell'Institut de France (Académie des Sciences Morales et Politiques), 2009-
- Premio Ratzinger, 2012.
- Premio Internazionale medaglia d'oro al merito della Cultura Cattolica, 17/11/2017

## Principali pubblicazioni

### Libri
- Le Restant. Supplément aux commentaires du Ménon de Platon, Paris, Vrin / Les Belles Lettres, 1978, 1999, 247p.
- Du temps chez Platon et Aristote. Quatre études, Paris, P.U.F., 1982, 1995; (Quadrige), 2003, 181p. [traduzione in brasiliano]
- Aristote et la question du monde. Essai sur le contexte cosmologique et anthropologique de l'ontologie, Paris, P.U.F., 1988, 2001, 560p.; Paris, Cerf, 2009 [traduzione italiana - in corso di pubblicazione].
- Europe, la voie romaine, Paris, Criterion, 1992, 189p.; 1993, 206p.; Gallimard (Folio-essais), 1999, 2005, 260p. [traduzioni in catalano, tedesco, ceco, ungherese, spagnolo, turco, italiano, lituano, inglese, rumeno, slovacco, polacco, olandese].
- (con P. Koslowski) Vaterland Europa, Europäische und nationale Identität im Konflikt, Passagen Verlag, Vienne, 1997, 77p.
- La Sagesse du monde. Histoire de l'expérience humaine de l'univers, Paris, Fayard, 1999, 333p.; Paris, LGF, (Biblio-Essais), 2002, 445p. [traduzioni in portoghese, inglese, tedesco, italiano, cinese, spagnolo, rumeno, serbo]
- El passat per endavant [raccolta inedita in francese], traduzione in catalano di J. Galí y Herrera, Barcellona, Barcelonesa d'edicions, 2001, 184p.
- Introduction au monde grec. Études d'histoire de la philosophie, Chatou, La Transparence, 2005, 242p.; Paris, Flammarion (Champs), 2008. [traduzione in brasiliano]
- La Loi de Dieu. Histoire philosophique d'une alliance, Paris, Gallimard, 2005, 398p.; Paris, Gallimard (Folio-essais), 2008, 572p. [traduzioni in inglese, portoghese, brasiliano, slovacco, spagnolo]
- Au moyen du Moyen Age. Philosophies médiévales en chrétienté, judaïsme, islam, Chatou, La Transparence, 2006, 317p.; Paris, Flammarion (Champs), 2008. [traduzioni in inglese, brasiliano, spagnolo]
- Du Dieu des chrétiens et d'un ou deux autres, Paris, Flammarion, 2008, 256p.; (Champs), 2009. [traduzioni in italiano, inglese, ceco, spagnolo]
- Image vagabonde. Essai sur l'imaginaire baudelairien, Chatou, La Transparence, 2008, 144p.
- Les Ancres dans le ciel. L'infrastructure métaphysique, Paris, Seuil, 2011, 139p. [traduzioni in catalano, italiano, brasiliano]
- Le Propre de l'homme: Sur une légitimité menacée, Flammarion, Paris 2013, 259p. [traduzione in spagnolo]
- Modérément moderne, Flammarion, Paris 2014, 384p.
- Le règne de l'homme. Genèse et échec du project moderne, Gallimard, Paris, 2015, 416p.
- (a cura di G. Brotti), Dove va la storia?, Dilemmi e speranze, La Scuola, Brescia 2015, 139p.
- con E. Grimi, Contro il cristianismo e l'umanismo. Il perdono dell'Occidente, Cantagalli, Siena 2015, 336p.

### Traduzioni dell'autore
- (Dal tedesco e dall'inglese) Leo Strauss, Maïmonide. Essais recueillis et traduits, Paris, P.U.F., 1988, 376p.
- (Dall'arabo) Maïmonide, Traité de logique, Paris, DDB, 1996, 158p.
- (Dall'inglese e dall'ebraico) Shlomo Pinés, La Liberté de philosopher. De Maïmonide à Spinoza, Paris, DDB, 1997, 484p.
- (Dall'ebraico e dall'arabo) Thémistius, Paraphrase de la Métaphysique d'Aristote, Livre Lambda, Paris, Vrin, 1999, 175p.
- (Dall'arabo) Maïmonide, Traité d'éthique, Paris, DDB, 2001, 186p.
- (Dall'arabo) Razi, La Médecine spirituelle, Paris, Garnier-Flammarion, 2003, 206p.

### Opere collettanee
- (con J.-F. Courtine) Herméneutique et ontologie. Mélanges en l'honneur de P. Aubenque à l'occasion de son 60e anniversaire, P.U.F., Paris, 1990, XXI-388p.
- Saint Bernard et la Philosophie, P.U.F., Paris, 1993, 195p.
- (con T. Schabert) Die Macht des Wortes, ERANOS, N.F., Bd. 4, Munich, Fink, 1996, 347p.

### Curatele
- P. Kraus, Alchemie, Ketzerei, Apokryphen im frühen Islam. Gesammelte Aufsätze, Hildesheim, Olms, 1994, XIII-346p.
- I. Goldziher, Sur l'islam. Origines de la théologie musulmane, Paris, DDB, 2003, 290p.

Rémi Brague è inoltre autore di 120 articoli e numerosi contributi a volumi collettanei.
Vd. il seguente link: https://web.archive.org/web/20160303233239/http://gramata.univ-paris1.fr/BRAGUE

### Opere in traduzione italiana
- Il futuro dell'occidente. Nel modello romano la salvezza dell'Europa, Bompiani, Milano 2005.
- La saggezza del mondo. Storia dell'esperienza umana dell'universo, Rubbettino, Soveria Mannelli 2005.
- Il Dio dei cristiani, l'unico Dio?, Cortina, Milano 2009.
- Ancora nel cielo. L'infrastruttura metafisica, Vita&Pensiero, Milano 2012.